# Пестов, Серафим Александрович
Серафим Александрович Пестов (24 марта 1905 — 5 июня 1966) — советский военачальник, в годы Великой Отечественной войны — на командных должностях в ПВО страны. Генерал-лейтенант авиации (1944).

## Биография
Серафим Александрович Пестов родился 24 марта 1905 года в Санкт-Петербурге. Русский.
В Красной Армии с июня 1926 года. В 1927 году окончил Военно-теоретическую школу ВВС РККА в Ленинграде. В 1928 году по окончании 1-й военной школы лётчиков им. А. Ф. Мясникова оставлен в ней на должности инструктора-лётчика. В 1929 году вступил в ряды ВКП(б). С 1931 года командир авиационного звена, затем командир авиационного отряда в той же школе лётчиков. Написал для курсантов учебники по практической аэродинамике и методике пилотирования учебно-тренировочных самолётов. Вспоминая свою учёбу, Трижды Герой Советского Союза А. И. Покрышкин писал: 

В воздухе я старался делать всё так, как советует чудесная книга Пестова «Полёт на У-2»— [militera.lib.ru/memo/russian/pokryshkin2/index.html Небо войны. — М.: Воениздат, 1980.]
.
С мая 1934 по сентябрь 1937 года — командир авиационной эскадрильи 14-й военной школы лётчиков в городе Энгельсе. Затем был направлен на учёбу в академию. С началом советско-финской войны был направлен на фронт, воевал в должностях помощника начальника и начальника оперативного отдела штаба ВВС 8-й армии. В марте 1940 года окончил командный факультет Военно-воздушной академии РККА им. профессора Н. Е. Жуковского, назначен командиром 95-го легкобомбардировочного авиационного полка Московского военного округа (Калинин). Успешно провёл перевооружение полка с бомбардировщиков СБ на новейшие Пе-2.
Начало Великой Отечественной войны встретил в той же должности. Прибыл с полком на Западный фронт и с июля вёл боевые действия в ходе Смоленского сражения. Лично как командир полка выполнил несколько боевых вылетов. В сентябре 1941 года полк был перевооружён  на двухместные истребители Пе-3 и передан в 6-й истребительный авиационный корпус ПВО, участвовал в отражении налётов немецкой авиации на Москву. С декабря 1941 года — начальник штаба Управления истребительной авиации ПВО территории страны, с 6 мая 1942 года заместитель командующего истребительной авиацией ПВО территории страны. С июля 1943 года — командующий ВВС Западного фронта ПВО. После преобразования фронтов ПВО в марте 1944 года — командующий ВВС Северного фронта ПВО. С 3 марта 1945 года до конца войны генерал-лейтенант авиации С. А. Пестов временно исполнял должность командующего 1-й воздушной истребительной армией ПВО Центрального фронта ПВО.
После войны, с февраля 1946 года, С. А. Пестов — командующий 19-й воздушной истребительной армией ПВО. С января 1947 года по август 1948 года — командующий истребительной авиацией Войск ПВО страны. В сентябре 1948 года назначен генерал-инспектором истребительной авиации Главной инспекции Вооружённых Сил СССР. С февраля 1949 года заместитель командующего истребительной авиацией ПВО страны. С февраля 1950 года по апрель 1956 года начальник Военно-воздушной академии. Затем назначен заместителем начальника этой академии по научной и учебной работе, с ноября — заместитель начальника академии по научной работе. С сентября 1957 года начальник Управления военно-научной исследовательской работы и вузов ВВС. С декабря 1960 года начальник 1-го управления Центрального НИИ ВВС.
Серафим Александрович Пестов скончался 5 июня 1966 года в Москве. Похоронен на Ваганьковском кладбище.

## Воинские звания
- капитан (февраль 1936)
- Майор (28.05.1937)
- Полковник (5.03.1940)
- Генерал-майор авиации (10.11.1942)
- Генерал-лейтенант авиации (16.05.1944)

## Награды
- 2 ордена Ленина (25.05.1936, 19.11.1951[4])
- 4 ордена Красного Знамени (18.05.1943, 18.08.1945, 05.11.1946[4], 30.12.1956[4])
- орден Суворова 2-й степени (25.09.1944)
- орден Отечественной войны 1-й степени (29.03.1944)
- 2 ордена Красной Звезды (19.05.1940, 3.11.1944[4])
- медали